# اسکایلر دی
اسکایلر دی (انگلیسی: Skyler Day؛ زادهٔ ۲ اوت ۱۹۹۱) یک هنرپیشه و خواننده اهل ایالات متحده آمریکا است. وی از سال ۲۰۰۳ میلادی تاکنون مشغول فعالیت بوده‌است.
وی در فیلم‌هایی همچون آی کارلی، سی‌اس‌آی: میامی، سی‌اس‌آی، آناتومی گری، سیمون میلر چه کسی است؟ و دروغ‌گوهای کوچک زیبا بازی کرده است.